# Goliathus
Goliathus é um gênero de besouros cujos representantes figuram entre as maiores espécies de insetos conhecidas, não apenas pelo seu enorme tamanho, mas também pelo seu peso incomum. São membros da família Scarabaeidae e vivem em florestas tropicais do continente africano, onde se alimentam da seiva ou das frutas das árvores. A natureza do ciclo larval destes besouros ainda é pouco conhecida, embora já tenham sido criados com sucesso em cativeiro - desde o ovo até a fase adulta - sendo alimentados com rações ricas em nutrientes, tais como as de cães e gatos.
Os machos destes besouros alcançam facilmente dimensões de 6 a 11 centímetros de comprimento do corpo. As fêmeas são um pouco menores que os machos e seu tamanho varia entre 5 e 8 centímetros. As larvas de algumas espécies desse gênero chegam a atingir o peso de 100 gramas. Devido a essas medidas extraordinárias, este gênero recebeu o nome de "Goliathus", uma referência direta a Golias, um personagem bíblico conhecido pelo seu grande tamanho e sua força.